# Provincia de Ambo
La provincia de Ambo es una de las once que conforman el  departamento de Huánuco en el Perú. Limita por el norte con la provincia de Huánuco, por el este con la provincia de Pachitea, por el sur con el departamento de Pasco y por el oeste con la provincia de Lauricocha.
Desde el punto de vista jerárquico de la Iglesia católica, forma parte de la diócesis de Huánuco, sufragánea de la arquidiócesis de Huancayo.

## Historia
La provincia de Ambo fue creada en el gobierno del presidente Guillermo Billinghurst Angulo, mediante Ley n.º 1598, del 21 de octubre de 1912, conmemorando el primer centenario de la Revolución emancipadora de Huánuco y la hecatombe de Ayancocha. La provincia estuvo formada inicialmente por los distritos de Ambo, Huácar, San Rafael y Cayna, y cuya capital sería la Villa de Ambo, cuyo rango pasó al de ciudad.

## Toponimia
La voz ambo deriva del vocablo quechua norteño anpu, que significa 'viento con nevisca'.

## Geografía
La provincia tiene una extensión de 1581 km².

## División administrativa
Se divide en ocho distritos:
1. Ambo
2. Cayna
3. Colpas
4. Conchamarca
5. Huácar
6. San Francisco
7. San Rafael
8. Tomay Kichwa

## Población
La provincia tiene una población aproximada de setenta mil habitantes.

## Capital
La capital de la provincia es la ciudad de Ambo (10° 08′ S 76° 12′ O)

## Autoridades

### Regionales
- Consejero regional
  - 2019-2022:[4] Roberto Arrieta Janampa (Avanza País - Partido de Integración Social)

### Municipales
- 2019-2022[4]
  - Alcalde: Cayo Leónidas Santiago Campos de Avanza País - Partido de Integración Social.
  - Regidores:

  1. Raúl Manuel Ramírez Carrillo (Avanza País - Partido de Integración Social)
  2. Mayra Mercedes Colqui Tello (Avanza País - Partido de Integración Social)
  3. Rafael Pedro del Valle Tarazona (Avanza País - Partido de Integración Social)
  4. Wilson Almerco Berrospi (Avanza País - Partido de Integración Social)
  5. Félix Fernández Malpartida (Avanza País - Partido de Integración Social)
  6. Sayuri Pilar Zúñiga Cóndor (Avanza País - Partido de Integración Social)
  7. Mirko Antonio Leiva Huallpa (Movimiento Político Cambiemos x Huánuco)
  8. Edgard Antonio Ponce Facundo (Podemos por el Progreso del Perú)
  9. Ramón Palacios Trujillo (Acción Popular)

### Policiales
- Comisario: PNP

## Festividades[5]
- Enero: Fiesta de los Negritos de Ambo
- Julio: Virgen del Carmen
- Agosto: Santa Rosa de Lima
- Octubre: Señor de los Milagros